# Lola Bunny
Lola Bunny é uma personagem dos desenhos animados Looney Tunes e Merrie Melodies, representada como uma coelha. Pernalonga é seu par romântico. Foi criada como uma "contraparte de merchandising feminino" do Pernalonga. Apareceu pela primeira vez no filme de live-action e animação Space Jam, lançado em 1996.

## Desenvolvimento

### Honey Bunny
Uma versão protótipo de Honey Bunny apareceu pela primeira vez na revista em quadrinhos Bugs Bunny's Album de 1953. No entanto, a versão oficial do personagem estreou em Bugs Bunny Comic Book #108 em 15 de novembro de 1966 (apenas 30 anos antes de sua sucessora). Robert McKimson projetou o protótipo, mas Phil DeLara a projetou como uma personagem semi-regular na revista Looney Tunes da Gold Key Comics na década de 1960.
A aparência física de Honey também variou ao longo do tempo. Ela originalmente cortou as orelhas com um laço e pelo amarelo/claro. Mais tarde, ela começou a se parecer com o Pernalonga, além de suas roupas femininas. Eventualmente, Honey manteve um modelo mais visivelmente feminino ao longo dos anos 1970 até o início dos anos 1990. Ela também fez várias participações especiais em videogames, como The Bugs Bunny Crazy Castle, Bugs Bunny's Birthday Ball e The Bugs Bunny Crazy Castle 2. Honey também foi mencionada no livro Looney Tunes: The Official Visual Guide.

Em meados da década de 1990, a Warner Bros. começou a trabalhar em Space Jam (1996). Havia planos para apresentar Honey Bunny, a contraparte feminina de Pernalonga em alguns quadrinhos cuja representação variou muito ao longo dos anos. Alguns artistas comentaram que Honey parecia muito com Bugs, e eventualmente criaram Lola Bunny como uma substituta.

## História

### Space Jam
Lola apareceu pela primeira vez dia 15 de setembro de 1996 no filme Space Jam. Ela é mostrada com pele bronzeada, franja loira e usa um elástico roxo em ambas as orelhas como um rabo de cavalo. Ela tem olhos cor de água e um corpo esguio de ampulheta. Lola teve a voz original por Kath Soucie no filme.
Lola foi criada para ser o relacionamento amoroso de Pernalonga. Lola tem um corpo curvilíneo, usa roupas justas e posa de maneira sedutora quando aparece pela primeira vez na tela. Em resposta, Pernalonga é instantaneamente apaixonado e vários outros personagens masculinos a admiram.
Lola demonstra suas habilidades no basquete, e o filme usa uma piada "estilo Tex Avery" sobre a libido masculina: Pernalonga flutua no ar antes de cair de volta no chão. A cena lembra "Wolfie" de Red Hot Riding Hood (1943), um personagem criado por Tex Avery definido por seu apito exagerado de lobo.
Ao longo do filme, há um sub-enredo de se haverá um romance entre Lola e Pernalonga. A subtrama termina com uma resolução convencional. Lola é quase ferida por um dos oponentes no jogo de basquete, e Pernalonga a resgata. Pernalonga recebe seu beijo de agradecimento durante o jogo, e a beija de volta após o fim, com Lola reagindo em sua própria mordaça estilo Tex Avery sobre a libido feminina.
A personalidade de Lola é uma combinação dos arquétipos mulher hawksiana, tomboy e femme fatale. Ela é uma mulher de fala dura e séria, extremamente independente e autossuficiente. Ela é altamente atlética e extremamente sedutora em seu comportamento. Seu bordão é "Nunca me chame de 'Boneca'." Como o diretor de animação Tony Cervone explicou, Lola foi originalmente criada para ser mais uma "tomboy", mas a equipe de produção temia que ela parecesse "muito masculina " Então, eles optaram por enfatizar seus "atributos femininos" também,
Depois de Space Jam, Lola apareceu regularmente em histórias solo na revista em quadrinhos mensal Looney Tunes publicada pela DC Comics.
Ela retornou em Space Jam: A New Legacy, com Zendaya fazendo a dublagem.

### Tweety's High-Flying Adventure
Lola aparece como repórter no filme lançado diretamente em vídeo Tweety's High-Flying Adventure. Novamente com a voz original por Kath Soucie.
Ela também foi repórter de notícias no jogo Looney Tunes: Space Race também em 2000.

### Baby Looney Tunes
Na série Baby Looney Tunes, ela é como sua contraparte mais velha, tendo traços tomboy e uma afinidade com basquete. Essa versão teve voz original por Britt McKillip.

### Loonatics Unleashed
Na série de ação e comédia Loonatics Unleashed, sua descendente é Lexi Bunny. Lexi tem afinidade com esportes, videogames e dá uma atenção especial à sua aparência. Ela tem vários poderes, como força sobre-humana, audição superdesenvolvida ou a habilidade de projetar raios rosa de energia. Ela teve voz original por Jessica DiCicco.

### The Looney Tunes Show
Lola também aparece em The Looney Tunes Show, onde teve voz original por Kristen Wiig. Ao contrário de sua personalidade em Space Jam, ela é retratada como uma jovem coelha excêntrica e alegre que tende a ficar obcecado por Pernalonga, a quem ela se refere como "Pernoca". Ela é muito dedicada a atingir objetivos, mas muitas vezes tende a esquecer o que estava fazendo. Lola está envolvida principalmente em situações bizarras, criadas por ela mesma ou quando acompanhada por seu amigo Patolino.
Pernalonga, no entanto, parece gostar de tê-la por perto, chegando a se surpreender ao se declarar seu namorado em "Double Date", onde ela ajudou Patolino a ter coragem de convidar Tina Russo para um encontro. Mais tarde na série, Pernalonga e Lola são vistos em vários episódios passando um tempo juntos.
Os pais ricos de Lola, Walter (voz originla por John O'Hurley) e Patricia (com voz original por Gray DeLisle na 1ª temporada, Wendi McLendon-Covey na 2ª temporada) também aparecem no programa.
Lola é jogável no jogo Looney Tunes Mayhem lançado para iOS e Android em 2018.

### Looney Tunes: Rabbits Run
Lola é uma das duas personagens principais do filme Looney Tunes: Rabbits Run, retratado com a mesma aparência de The Looney Tunes Show. Embora ela e Pernalonga não se conheçam, removendo sua obsessão por ele, ela ainda é retratada como uma jovem coelha alegre e imprudente, tendo o mesmo comportamento de The Looney Tunes Show. Lola teve a voz original por Rachel Ramras.

### Aparições posteriores
New Looney Tunes retrata Lola como uma personagem feliz e amigável. Ela aparece nos segmentos "Hare to the Throne", "Lola Rider" e "Rhoda Derby". Sua aparência é a mesma do The Looney Tunes Show, embora ela use uma roupa diferente. Ela sempre mostra excentricidade e mantém sua atitude despreocupada. Seu lado intrépido e aventureiro aparece em alguns episódios, onde pratica diversos esportes. Lola voltou em Space Jam: A New Legacy com um redesenho de personagem atualizado, com a voz fornecia por Zendaya, Soucie tenha sido inicialmente anunciado para reprisar o papel.
Lola apareceu na série pré-escolar Bugs Bunny Builders, desta vez com a voz de Chandni Parekh, mais uma vez tendo uma voz diferente. Esta versão ganhou a recepção mais positiva por sua personalidade e por desafiar os estereótipos de gênero, trabalhando duro em projetos com seus amigos e agindo como um verdadeiro líder para uma equipe de construção.
Lola está definida para aparecer em Tiny Toons Looniversity, uma reboot de Tiny Toon Adventures. Ela será vista ao lado de Lilica na tela pela primeira vez.

## Recepção e legado
Desde sua primeira aparição, Lola rapidamente se tornou a favorita dos fãs e uma personagem icônica da franquia Looney Tunes. Ela tem sido frequentemente considerada um símbolo sexual animado. Em 2020, ela foi nomeada a "personagem de desenho animado mais atraente em todo o mundo" com base no volume de pesquisa global por mês.  Shannon Carlin do Bustle.com elogiou Lola de Space Jam, chamando-a de "confiante" e "talentosa". PopDust.com chamou Lola de "quente" e "atraente".
Lola do The Looney Tunes Show foi bem recebida pela crítica. CBR.com classificou Lola e Bugs em segundo lugar em seus 10 melhores desenhos animados Romances From Childhood, afirmando que ela é mais "animada e enfadonha" do que em Space Jam, e é "muito fofa e divertida de assistir". IGN.com elogiou a personagem, chamando-a de "personagem louca, mas charmosa", com Kristen Wiig fazendo um "trabalho fenomenal". WhatCulture.com chama Lola de mais "interessante" em comparação com sua primeira aparição, afirmando que a "Lola deste show é desmiolada, estranha e incrivelmente desanimadora, tornando suas ligas mais interessantes e engraçadas como resultado." Jonathan North, do Rotoscopers.com, elogiou Lola da mesma série, dizendo que "trouxe à tona a personagem de Lola muito melhor do que sua estreia em Space Jam."
Em 2019, depois de assistir Space Jam pela primeira vez, Malcolm Lee, o diretor de Space Jam: A New Legacy, se sentiu despreparado sobre como Lola era muito sexualizada no original, então Lee decidiu transformá-la em uma forte personagem feminina dizendo "Estamos em 2021. É importante refletir a autenticidade de personagens femininas fortes e capazes." A nova personalidade e aparência geraram controvérsia, especificamente no Twitter.
Lola e seus companheiros de equipe Toon Squad também ganharam popularidade contemporânea na cultura pop e streetwear. Lola e outros agora aparecem com frequência em designs gráficos em uma grande variedade de mercadorias. Seu uniforme # 10 TuneSquad também se tornou um símbolo icônico para aspirantes a jogadores de basquete. Como resultado, Lola se tornou uma opção popular para fantasias de Halloween modernas, muitas vezes combinadas com seu parceiro Pernalonga. Além disso, os personagens do Toon Squad agora fazem aparições frequentes no estilo urbano, muitas vezes retratados vestindo roupas de hip-hop. Este estilo foi popularizado pelos designers urbanos dos anos 1980, The Shirt Kings. Streetwear continua a se inspirar no Looney Tunes, com a colaboração da Converse com  Looney Tunes em 2017 fornecendo um exemplo recente notável.
O autor Kevin Sandler disse que Lola Bunny foi criada como uma contraparte feminina de merchandising do Pernalonga. A mercadoria original de Lola Bunny agora é vendida por muito mais do que seu preço original nos mercados de revenda. Por exemplo, bonecas originais agora são vendidas por centenas de dólares no eBay. No entanto, Lola Bunny não é a única personagem a ver um aumento na popularidade contemporânea, já que a mercadoria original do Looney Tunes, em geral, ganhou valor nostálgico.